# Juan Victoriano Barquero
Juan Victoriano Barquero y Barquero (11 de febrero de 1904-7 de julio de 1985) fue un magistrado y político español que llegó a desempeñar puestos de relevancia durante el franquismo.

## Biografía
Nacido en la localidad pacense de Quintana de la Serena, en 1904, realizó estudios de derecho. 
Durante la Guerra Civil se unió al bando sublevado, siendo oficial de caballería y donde llegaría a tener un escuadrón a su mando, cuya zona de operaciones era la provincia de Huelva. Más tarde pasó a formar parte del Cuerpo Jurídico Militar.
Finalizada la contienda fue nombrado Delegado provincial de Prensa y Propaganda de FET y de las JONS en Badajoz. En los años siguientes llegó a ostentar cargos de gran relevancia. Fue gobernador civil de León entre 1949 y 1956, y de Córdoba, cargo que desempeñó desde el 11 de febrero de 1956 hasta 1 de marzo de 1961.
Durante su mandato en la provincia andaluza, destacó su gran labor social. Creó la Obra Social de la Falange, en la cual integró los Huertos Familiares, los cuales había impulsado el anterior gobernador civil, José María Revuelta. Dichos huertos consistían en superficies de entre veinte y cuarenta áreas, destinados a obreros agrícolas sin otros bienes, que les permitían cultivar frutas y hortalizas como complemento a sus reducidas rentas. A su vez dio un empuje a la industria en la provincia, promoviendo el impulso de la cuenca minera de Peñarroya-Belmez, entonces en declive ante la retirada de la empresa francesa SMMP. También inauguró la Universidad Laboral de Córdoba, estrenada en aquel momento con el nombre de Onésimo Redondo.
Tras esta etapa de gobernador, fue designado magistrado del Tribunal Supremo. Se hizo cargo de la Sala Quinta del citado tribunal hasta 1979, cuando se jubiló al haber cumplido la edad reglamentaria.
Falleció a los 81 años.

## Condecoraciones
- Gran Cruz de la Orden de Cisneros (1961).[5]